# آرمسترانگ ویتورث اف. کی.۶
آرمسترانگ ویتورث اف.کی. ۶ (به انگلیسی: Armstrong Whitworth F.K.6) یک هواگرد ساختِ کارخانهٔ آرمسترانگ ویتورث ایرکرفت در کشور بریتانیا است.